# Pat McNamara
Matthew Patrick Francis "Pat" McNamara (* 2. Dezember 1925 in Minneapolis; † 24. Oktober 2011 in Plymouth) war ein US-amerikanischer Eisschnellläufer.

## Werdegang
McNamara war von 1943 bis 1946 bei den US-Marines im Pazifik tätig und studierte danach Psychologie an der University of Minnesota. Im Eisschnelllauf nahm er zunächst an nationalen Rennen teil und startete international bei den Olympischen Winterspielen 1952 in Oslo, wo er den 24. Platz über 5000 m, den 18. Platz über 1500 m und den 16. Platz über 10.000 m errang. Bei der Mehrkampf-Weltmeisterschaft 1952 in Hamar lief er auf den 17. Platz im Großen Vierkampf. In den folgenden Jahren nahm er meist an nationalen Rennen in Norwegen teil und belegte in der Saison 1955/56 bei der Mehrkampf-Weltmeisterschaft in Oslo den 26. Platz im Großen Vierkampf sowie bei den Olympischen Winterspielen 1956 in Cortina d’Ampezzo den 27. Platz über 10.000 m, den 20. Rang über 1500 m und den 17. Platz über 5000 m. Nach seiner Karriere als Eisschnellläufer war er 31 Jahre für die Northern States Power Company in Minneapolis tätig.

## Erfolge

### Olympische Spiele
- 1952 Oslo: 16. Platz 10.000 m, 18. Platz 1500 m, 24. Platz 5000 m
- 1956 Cortina d’Ampezzo: 17. Platz 5000 m, 20. Platz 1500 m, 27. Platz 10.000 m

### Mehrkampf-Weltmeisterschaften
- 1952 Hamar: 17. Platz Großer Vierkampf
- 1956 Oslo: 26. Platz Großer Vierkampf

## Persönliche Bestleistungen
| Disziplin | Zeit        | Datum            | Ort          |
| --------- | ----------- | ---------------- | ------------ |
| 500 m     | 43,3 s      | 21. Februar 1953 | Gjøvik       |
| 1500 m    | 2:15,2 min  | 30. Januar 1956  | Misurinasee  |
| 3000 m    | 5:02,3 min  | 22. Februar 1959 | Squaw Valley |
| 5000 m    | 8:10,6 min  | 29. Januar 1956  | Misurinasee  |
| 10.000 m  | 17:45,6 min | 31. Januar 1956  | Misurinasee  |